# Jean Leloup
Jean Leclerc (Sainte-Foy, Quebec, 14 de mayo de 1961) es un cantante y compositor de rock canadiense popularmente conocido con el nombre artístico de Jean Leloup.

## Biografía
Lecrerc nació en Sainte-Foy, Quebec, pero creció en Togo y en Argelia, donde se dejó influir por los tradicionales ritmos africanos. Regresó a Quebec en 1976, y comenzó a hacerse un hueco en la escena musical durante los 80 siendo características sus letras provocativas. En la canción "1990", compra las acciones de la Guerra del Golfo con su propia actividad sexual con su novia.
El álbum L'amour est sans pitié was de 1990 fue un éxito fuera de su Quebec natal, llegando a ser publicado en el resto de Canadá, Francia, Países Bajos, Bélgica y Japón.
En 1996 publicó, de nuevo con éxito, el álbum Le Dôme, premiado en los Premios Félix de 1997.
A finales de 2003, Leclerc dejó de utilizar el nombre artístico Jean Leloup y se tomó un descanso en su carrera musical. En agosto de 2005, anunció un eventual regreso a la escena musical colaborando con la banda Porn Flakes. 
Durante los meses que precedieron a su retorno, Leclerc escribió la novela filosófica  Noir destin que le mien (originalmente titulada Le Tour du monde en complet), que se publicó el 5 de octubre de 2005 y que firmó bajo el seudónimo de Massoud Al-Rachid.

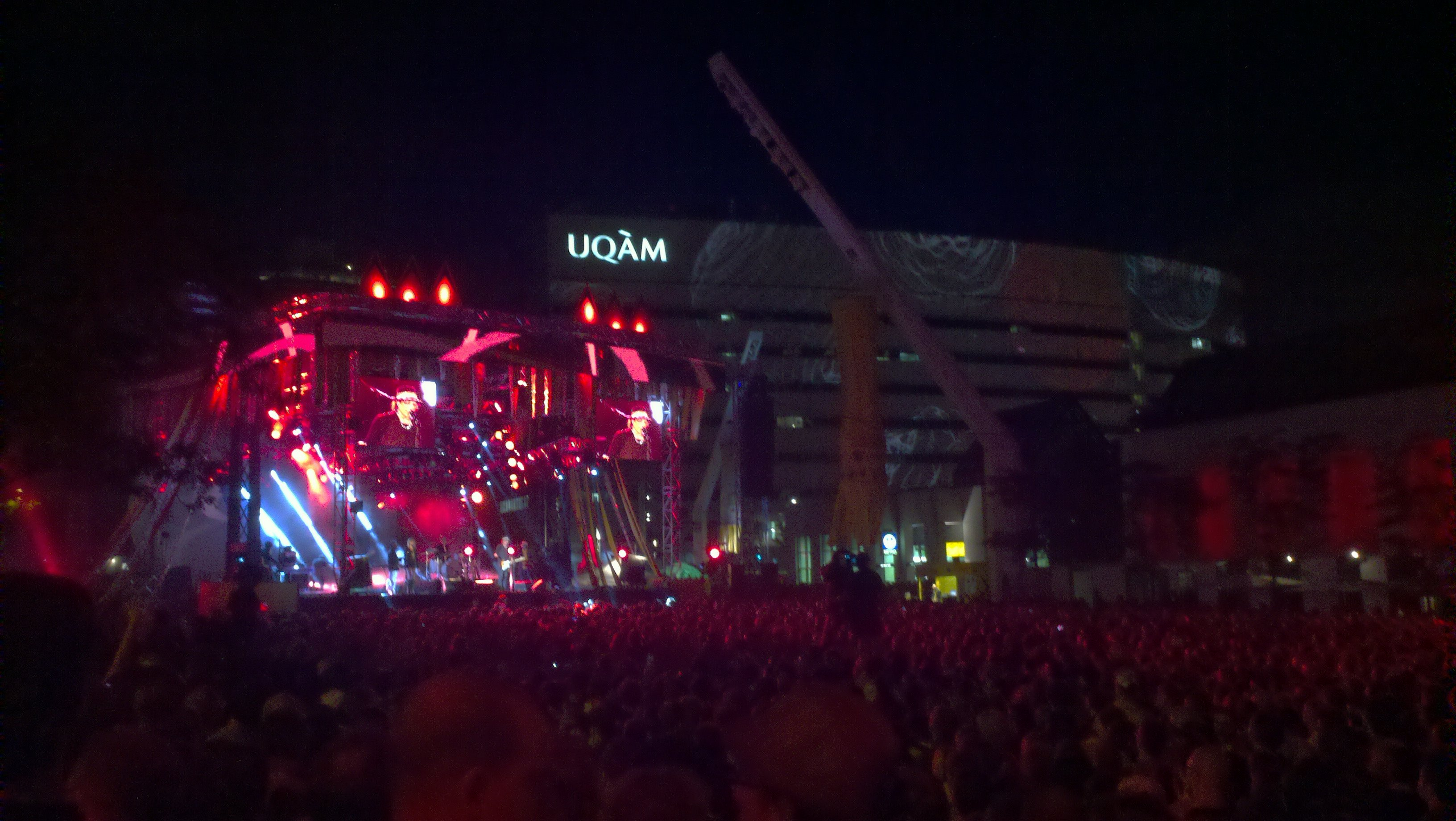
Concierto de Jean Leloup en Montreal el 26 de julio de 2012

Leclerc publicó el álbum Mexico en septiembre de 2006, el primer trabajo musical con su nombre original.
Jean Leclerc regresó a los escenarios el 29 de agosto de 2008 en el marco de las celebraciones por el 400 aniversario de la fundación de la ciudad de Quebec, recuperando para la ocasión el nombre de Jean Leloup. La gala tuvo lugar en el Colisée Pepsi. 
El 28 de abril de 2009 publicó Mille Excuses Milady.
En 2016, su álbum À Paradis City fue nominado a los premios Juno en la categoría de Álbum del Año y ganó el Juno al mejor álbum en lengua francesa.

## Discografía
- 1989: Menteur
- 1990: L'amour est sans pitié
- 1996: Le Dôme
- 1998: Les Fourmis
- 2002: La Vallée des réputations
- 2004: Exit (live album)
- 2005: Je joue de la guitare 1985–2003 (compilation)
- 2006: Mexico (as Jean Leclerc)
- 2009: Mille excuses Milady
- 2015: À Paradis City
- 2019: L'Étrange Pays

### Colaboraciones
- 1997: Glee (con Bran Van 3000)
- 2001: Discosis (con Bran Van 3000)
- 2011: The Last Assassins (con The Last Assassins)